# Chhatatanr
Chhatatanr là một thành phố và là một notified area ở quận Dhanbad ở bang Jharkhand, Ấn Độ.

## Dân số
Theo cuộc điều tra dân số năm 2001 của Ấn Độ,India Chhtaatanr có một dân số 32.235 người. Nam giới chiếm 54% dân số và nữ giới chiếm 46% dân số. Chhatatanr có một tỷ lệ biết chữ là 60%, cao hơn mức trung bình của quốc gia là 59,5%; với 69% đàn ông biết chữ và 50% phụ nữ biết chữ. 15% dân số dưới 6 tuổi.